# Hervé Kambou
Hervé Kambou, né le 1er mai 1985 à Abidjan, est un footballeur ivoirien, naturalisé péruvien, jouant au poste de milieu défensif. 
Il a la particularité d'avoir évolué sur quatre continents différents, à l'instar de joueurs comme Rivaldo ou Keisuke Honda.

## Biographie

### Carrière en club
Hervé Kambou a été formé, comme bon nombre de joueurs ivoiriens, à l'Académie de Sol Béni de Jean-Marc Guillou, avant de rejoindre le club ivoirien du Toumodi FC.
Il part ensuite en Thaïlande et rejoint le BEC Tero Sasana FC. Il y restera deux saisons, avant de rejoindre un club belge de 2e division, le Royal Olympic Charleroi.
En juillet 2008, après un essai de deux semaines au SC Bastia, en compagnie de Guy-Roland Niangbo Nassa, son coéquipier au Toumodi FC, puis au Royal Olympic Charleroi, ils signent tous les deux un contrat de quatre ans avec le club corse.
Il rejoint les rangs du Club africain en 2010, mais son contrat est résilié après un seul match joué contre la Jeunesse sportive kairouanaise.
Son parcours prend une autre tournure en 2014 lorsqu'il s'engage pour le Willy Serrato, club de deuxième division du Pérou, pays dont il adopte la nationalité et où il poursuit sa carrière (Sport Boys puis Academia Cantolao) malgré une pige au Zulia FC du Venezuela, en 2017, club où il a l'occasion de disputer la Copa Libertadores.
En janvier 2019, il recale au Deportivo Binacional où il est sacré champion du Pérou en fin de saison.

### Carrière en sélection

#### Aux Jeux olympiques
Hervé Kambou a disputé les Jeux olympiques de 2008, avec la Côte d'Ivoire, qui se hisse en quarts de finale. Il participe aux trois matchs de poule en jouant aux côtés de joueurs comme Salomon Kalou, Gervinho ou encore Kafoumba Coulibaly, qu'il a côtoyé au BEC Tero Sasana FC, en Thaïlande.

## Palmarès

### En club
Deportivo Binacional
- Championnat du Pérou (1) :
  - Champion : 2019.